# Arzew
Arzew ou Arzeu (em árabe: أرزيو) é um cidade portuária localizada na província de Orã, Argélia. De acordo com o censo de 2009, a população total da cidade era de 85 658 habitantes.

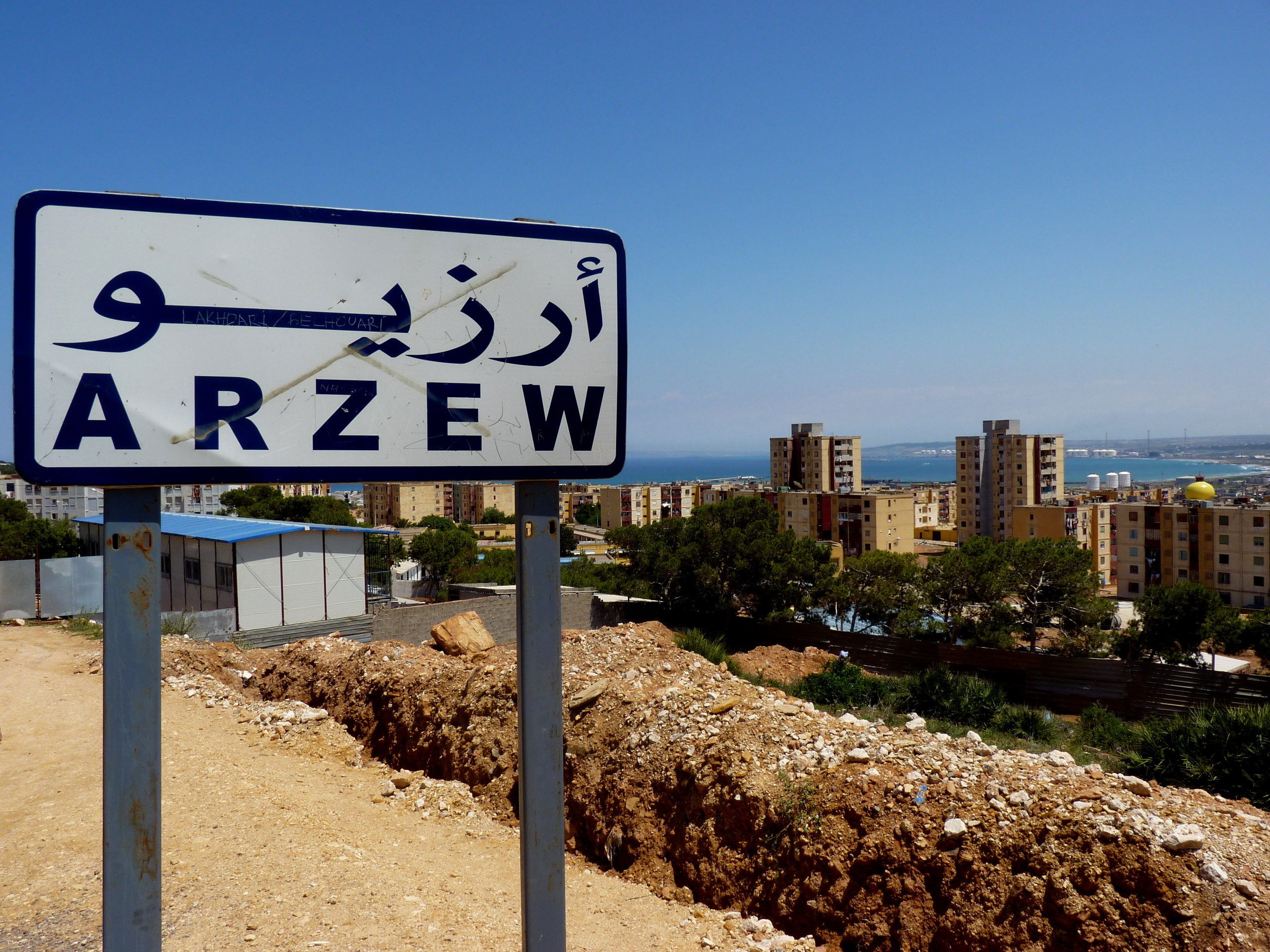
View of Arzew with municipality sign